# Einband-Europameisterschaft 2000

Logo CEB (ausrichtender Verband)

Veranstaltungsort: Hooglede

Die Einband-Europameisterschaft 2000 war das 47. Turnier in dieser Disziplin des Karambolagebillards und fand vom 7. bis zum 11. Juni 2000 in Hooglede statt. Es war die siebte Einband-Europameisterschaft in Belgien.

## Geschichte
Zum zweiten Mal nach 1992 gewann der Bochumer Fabian Blondeel den EM-Titel im Einband. In einem spannenden Finale, das Blondeel bei einem Stand von 103:149 für den Spanier Jordi Amell schon fast verloren hatte, zeigte er einmal mehr seine kämpferischen Fähigkeiten. Mit einer 47er-Serie, die nicht immer rund lief, beendete er das Match und holte sich den Titel. Für die Sensation des Turniers sorgte Amell im Halbfinale gegen den klaren Favoriten Martin Horn. Amell beendete die Partie mit 150:65 in der 11. Aufnahme. Horn hatte aber noch den Nachstoß. Allerdings brauchte er 85 Punkte zum Unentschieden und damit zur Verlängerung. Er spielte sehr gut, aber nach 65 Punkten hatte er eine sehr knifflige Position der Bälle. Er verfehlte und Amell feierte seinen größten Erfolg auf internationaler Ebene.

## Turniermodus
Gespielt wurde eine Vor-Vor-Qualifikation mit 9 Gruppen à 3 Spieler, wovon sich die 9 Gruppensieger und für die Vor-Qualifikation qualifizierten. Dann wurden in der Haupt-Qualifikation wieder 7 Gruppen à 3 Teilnehmer gebildet, in denen 14 gesetzte Spieler nach CEB-Rangliste und die sieben Sieler der Vor-Qualifikation sieben Plätze für das Hauptturnier ausspielten. Der Titelverteidiger war für das Hauptturnier gesetzt. Jetzt wurden 2 Gruppen à 4 Spieler gebildet. In der Vorqualifikationen wurde bis 100 Punkte gespielt. Danach wurde in der Haupt-Qualifikation bis 125 Punkte und in der Endrunde bis 150 Punkte gespielt. Die Gruppenersten und die Gruppenzweiten spielten im KO-System den Sieger aus. Der dritte Platz wurde nicht mehr ausgespielt. Damit gab es zwei Drittplatzierte
Bei MP-Gleichstand wird in folgender Reihenfolge gewertet:
1. MP = Matchpunkte
2. GD = Generaldurchschnitt
3. HS = Höchstserie

## Qualifikation

### Vor-Vor-Qualifikation
| MP    | Match Points (Sieger = 2; Unentschieden = 1; Verlierer = 0) |
| Pkte. | Erzielte Karambolagen                                       |
| Aufn. | Benötigte Versuche                                          |
| GD    | Generaldurchschnitt                                         |
| BED   | Bester Einzeldurchschnitt eines Spielers                    |
| HS    | Höchstserie                                                 |
|       | Bester GD des Turniers                                      |
|       | Bester ED des Turniers                                      |
|       | Beste HS des Turniers                                       |
|       | 1. Platz (Gold)                                             |
|       | 2. Platz (Silber)                                           |
|       | 3. Platz (Bronze)                                           |

| Abschlusstabelle Gruppe A | Abschlusstabelle Gruppe A | Abschlusstabelle Gruppe A | Abschlusstabelle Gruppe A | Abschlusstabelle Gruppe A | Abschlusstabelle Gruppe A | Abschlusstabelle Gruppe A | Abschlusstabelle Gruppe A |
| Platz                     | Name                      | MP                        | Pkte                      | Aufn.                     | GD                        | BED                       | HS                        |
| ------------------------- | ------------------------- | ------------------------- | ------------------------- | ------------------------- | ------------------------- | ------------------------- | ------------------------- |
| 1                         | Frédéric Roelants         | 4:0                       | 200                       | 43                        | 4,65                      | 5,55                      | 24                        |
| 2                         | Francis Forton            | 2:2                       | 163                       | 27                        | 6,03                      | 11,11                     | 48                        |
| 3                         | Mohsen Fouda              | 0:4                       | 107                       | 34                        | 3,14                      | –                         | 13                        |

| Abschlusstabelle Gruppe B | Abschlusstabelle Gruppe B | Abschlusstabelle Gruppe B | Abschlusstabelle Gruppe B | Abschlusstabelle Gruppe B | Abschlusstabelle Gruppe B | Abschlusstabelle Gruppe B | Abschlusstabelle Gruppe B |
| Platz                     | Name                      | MP                        | Pkte                      | Aufn.                     | GD                        | BED                       | HS                        |
| ------------------------- | ------------------------- | ------------------------- | ------------------------- | ------------------------- | ------------------------- | ------------------------- | ------------------------- |
| 1                         | Henri Tilleman            | 4:0                       | 200                       | 27                        | 7,40                      | 7,69                      | 41                        |
| 2                         | Johan Claessen            | 2:2                       | 155                       | 33                        | 4,84                      | 5,55                      | 24                        |
| 3                         | Eric Castaner             | 0:4                       | 132                       | 31                        | 4,25                      | –                         | 20                        |

| Abschlusstabelle Gruppe C | Abschlusstabelle Gruppe C | Abschlusstabelle Gruppe C | Abschlusstabelle Gruppe C | Abschlusstabelle Gruppe C | Abschlusstabelle Gruppe C | Abschlusstabelle Gruppe C | Abschlusstabelle Gruppe C |
| Platz                     | Name                      | MP                        | Pkte                      | Aufn.                     | GD                        | BED                       | HS                        |
| ------------------------- | ------------------------- | ------------------------- | ------------------------- | ------------------------- | ------------------------- | ------------------------- | ------------------------- |
| 1                         | Louis Edelin              | 4:0                       | 200                       | 14                        | 14,28                     | 50,00                     | 61                        |
| 2                         | Roger Lagage              | 2:2                       | 110                       | 33                        | 3,33                      | 3,22                      | 26                        |
| 3                         | Dimitrios Dolaptsis       | 0:4                       | 85                        | 43                        | 1,97                      | –                         | 13                        |

| Abschlusstabelle Gruppe D | Abschlusstabelle Gruppe D | Abschlusstabelle Gruppe D | Abschlusstabelle Gruppe D | Abschlusstabelle Gruppe D | Abschlusstabelle Gruppe D | Abschlusstabelle Gruppe D | Abschlusstabelle Gruppe D |
| Platz                     | Name                      | MP                        | Pkte                      | Aufn.                     | GD                        | BED                       | HS                        |
| ------------------------- | ------------------------- | ------------------------- | ------------------------- | ------------------------- | ------------------------- | ------------------------- | ------------------------- |
| 1                         | Ad Klijn                  | 4:0                       | 200                       | 30                        | 6,66                      | 10,00                     | 35                        |
| 2                         | Robby Sonck               | 2:2                       | 147                       | 36                        | 4,08                      | 3,84                      | 17                        |
| 3                         | Patrick Dupont            | 0:4                       | 161                       | 46                        | 3,50                      | –                         | 21                        |

| Abschlusstabelle Gruppe E | Abschlusstabelle Gruppe E | Abschlusstabelle Gruppe E | Abschlusstabelle Gruppe E | Abschlusstabelle Gruppe E | Abschlusstabelle Gruppe E | Abschlusstabelle Gruppe E | Abschlusstabelle Gruppe E |
| Platz                     | Name                      | MP                        | Pkte                      | Aufn.                     | GD                        | BED                       | HS                        |
| ------------------------- | ------------------------- | ------------------------- | ------------------------- | ------------------------- | ------------------------- | ------------------------- | ------------------------- |
| 1                         | Ferdinand Polman          | 4:0                       | 200                       | 44                        | 4,54                      | 9,09                      | 21                        |
| 2                         | Ludger Havlik             | 2:2                       | 171                       | 26                        | 6,57                      | 6,66                      | 56                        |
| 3                         | Zein Abdou                | 0:4                       | 130                       | 48                        | 2,70                      | –                         | 32                        |

| Abschlusstabelle Gruppe F | Abschlusstabelle Gruppe F | Abschlusstabelle Gruppe F | Abschlusstabelle Gruppe F | Abschlusstabelle Gruppe F | Abschlusstabelle Gruppe F | Abschlusstabelle Gruppe F | Abschlusstabelle Gruppe F |
| Platz                     | Name                      | MP                        | Pkte                      | Aufn.                     | GD                        | BED                       | HS                        |
| ------------------------- | ------------------------- | ------------------------- | ------------------------- | ------------------------- | ------------------------- | ------------------------- | ------------------------- |
| 1                         | Jean Paul de Bruijn       | 2:2                       | 174                       | 14                        | 12,42                     | 25,00                     | 53                        |
| 2                         | Claude Bauduin            | 2:2                       | 122                       | 20                        | 6,10                      | 6,25                      | 21                        |
| 3                         | Peter Bracke              | 2:2                       | 151                       | 26                        | 5,80                      | 10,00                     | 44                        |

| Abschlusstabelle Gruppe G | Abschlusstabelle Gruppe G | Abschlusstabelle Gruppe G | Abschlusstabelle Gruppe G | Abschlusstabelle Gruppe G | Abschlusstabelle Gruppe G | Abschlusstabelle Gruppe G | Abschlusstabelle Gruppe G |
| Platz                     | Name                      | MP                        | Pkte                      | Aufn.                     | GD                        | BED                       | HS                        |
| ------------------------- | ------------------------- | ------------------------- | ------------------------- | ------------------------- | ------------------------- | ------------------------- | ------------------------- |
| 1                         | Rini Megens               | 4:0                       | 200                       | 68                        | 2,94                      | 3,03                      | 14                        |
| 2                         | Abdel Hamid Halawa        | 2:2                       | 128                       | 76                        | 1,68                      | 2,33                      | 12                        |
| 3                         | Luis Tarazona             | 0:4                       | 167                       | 78                        | 2,14                      | –                         | 16                        |

| Abschlusstabelle Gruppe H | Abschlusstabelle Gruppe H | Abschlusstabelle Gruppe H | Abschlusstabelle Gruppe H | Abschlusstabelle Gruppe H | Abschlusstabelle Gruppe H | Abschlusstabelle Gruppe H | Abschlusstabelle Gruppe H |
| Platz                     | Name                      | MP                        | Pkte                      | Aufn.                     | GD                        | BED                       | HS                        |
| ------------------------- | ------------------------- | ------------------------- | ------------------------- | ------------------------- | ------------------------- | ------------------------- | ------------------------- |
| 1                         | Philippe Deraes           | 4:0                       | 200                       | 30                        | 6,66                      | 10,00                     | 37                        |
| 2                         | Bernard Villiers          | 2:2                       | 160                       | 21                        | 7,61                      | 9,09                      | 36                        |
| 3                         | Wiljan van den Heuvel     | 0:4                       | 116                       | 31                        | 3,74                      | –                         | 18                        |

| Abschlusstabelle Gruppe I | Abschlusstabelle Gruppe I | Abschlusstabelle Gruppe I | Abschlusstabelle Gruppe I | Abschlusstabelle Gruppe I | Abschlusstabelle Gruppe I | Abschlusstabelle Gruppe I | Abschlusstabelle Gruppe I |
| Platz                     | Name                      | MP                        | Pkte                      | Aufn.                     | GD                        | BED                       | HS                        |
| ------------------------- | ------------------------- | ------------------------- | ------------------------- | ------------------------- | ------------------------- | ------------------------- | ------------------------- |
| 1                         | Sjors van Ginneken        | 4:0                       | 200                       | 48                        | 4,16                      | 5,55                      | 23                        |
| 2                         | José Albert               | 2:2                       | 191                       | 35                        | 5,45                      | 5,88                      | 24                        |
| 3                         | Guy van Litsenborg        | 0:4                       | 151                       | 47                        | 3,21                      | –                         | 12                        |

### Vor-Qualifikation
| Abschlusstabelle Gruppe A | Abschlusstabelle Gruppe A | Abschlusstabelle Gruppe A | Abschlusstabelle Gruppe A | Abschlusstabelle Gruppe A | Abschlusstabelle Gruppe A | Abschlusstabelle Gruppe A | Abschlusstabelle Gruppe A |
| Platz                     | Name                      | MP                        | Pkte                      | Aufn.                     | GD                        | BED                       | HS                        |
| ------------------------- | ------------------------- | ------------------------- | ------------------------- | ------------------------- | ------------------------- | ------------------------- | ------------------------- |
| 1                         | Fabrice Puigvert          | 4:0                       | 200                       | 18                        | 11,11                     | 16,66                     | 52                        |
| 2                         | Henri Tilleman            | 2:2                       | 180                       | 19                        | 9,47                      | 14,28                     | 58                        |
| 3                         | Philippe Deraes           | 0:4                       | 143                       | 13                        | 11,00                     | –                         | 61                        |

| Abschlusstabelle Gruppe B | Abschlusstabelle Gruppe B | Abschlusstabelle Gruppe B | Abschlusstabelle Gruppe B | Abschlusstabelle Gruppe B | Abschlusstabelle Gruppe B | Abschlusstabelle Gruppe B | Abschlusstabelle Gruppe B |
| Platz                     | Name                      | MP                        | Pkte                      | Aufn.                     | GD                        | BED                       | HS                        |
| ------------------------- | ------------------------- | ------------------------- | ------------------------- | ------------------------- | ------------------------- | ------------------------- | ------------------------- |
| 1                         | Louis Edelin              | 4:0                       | 200                       | 21                        | 9,52                      | 11,11                     | 39                        |
| 2                         | Ad Klijn                  | 2:2                       | 141                       | 18                        | 7,83                      | 16,66                     | 30                        |
| 3                         | Marek Faus                | 0:4                       | 77                        | 15                        | 5,13                      | –                         | 22                        |

| Abschlusstabelle Gruppe C | Abschlusstabelle Gruppe C | Abschlusstabelle Gruppe C | Abschlusstabelle Gruppe C | Abschlusstabelle Gruppe C | Abschlusstabelle Gruppe C | Abschlusstabelle Gruppe C | Abschlusstabelle Gruppe C |
| Platz                     | Name                      | MP                        | Pkte                      | Aufn.                     | GD                        | BED                       | HS                        |
| ------------------------- | ------------------------- | ------------------------- | ------------------------- | ------------------------- | ------------------------- | ------------------------- | ------------------------- |
| 1                         | Ferdinand Polman          | 4:0                       | 200                       | 39                        | 5,12                      | 6,25                      | 25                        |
| 2                         | Jürgen Keul               | 2:2                       | 142                       | 41                        | 3,46                      | 5,55                      | 30                        |
| 3                         | Carlos Tuset              | 0:4                       | 117                       | 34                        | 3,44                      | –                         | 23                        |

| Abschlusstabelle Gruppe D | Abschlusstabelle Gruppe D | Abschlusstabelle Gruppe D | Abschlusstabelle Gruppe D | Abschlusstabelle Gruppe D | Abschlusstabelle Gruppe D | Abschlusstabelle Gruppe D | Abschlusstabelle Gruppe D |
| Platz                     | Name                      | MP                        | Pkte                      | Aufn.                     | GD                        | BED                       | HS                        |
| ------------------------- | ------------------------- | ------------------------- | ------------------------- | ------------------------- | ------------------------- | ------------------------- | ------------------------- |
| 1                         | Davy van Geel             | 4:0                       | 200                       | 26                        | 7,69                      | 8,33                      | 35                        |
| 2                         | Jérôme Galerne            | 2:2                       | 155                       | 34                        | 4,55                      | 4,54                      | 26                        |
| 3                         | Sjors van Ginneken        | 0:4                       | 122                       | 36                        | 3,38                      | –                         | 21                        |

| Abschlusstabelle Gruppe E | Abschlusstabelle Gruppe E | Abschlusstabelle Gruppe E | Abschlusstabelle Gruppe E | Abschlusstabelle Gruppe E | Abschlusstabelle Gruppe E | Abschlusstabelle Gruppe E | Abschlusstabelle Gruppe E |
| Platz                     | Name                      | MP                        | Pkte                      | Aufn.                     | GD                        | BED                       | HS                        |
| ------------------------- | ------------------------- | ------------------------- | ------------------------- | ------------------------- | ------------------------- | ------------------------- | ------------------------- |
| 1                         | Patrick Niessen           | 4:0                       | 200                       | 16                        | 12,50                     | 12,50                     | 66                        |
| 2                         | Rini Megens               | 0:4                       | 72                        | 16                        | 4,50                      | –                         | 19                        |

| Abschlusstabelle Gruppe F | Abschlusstabelle Gruppe F | Abschlusstabelle Gruppe F | Abschlusstabelle Gruppe F | Abschlusstabelle Gruppe F | Abschlusstabelle Gruppe F | Abschlusstabelle Gruppe F | Abschlusstabelle Gruppe F |
| Platz                     | Name                      | MP                        | Pkte                      | Aufn.                     | GD                        | BED                       | HS                        |
| ------------------------- | ------------------------- | ------------------------- | ------------------------- | ------------------------- | ------------------------- | ------------------------- | ------------------------- |
| 1                         | Fabian Blondeel           | 4:0                       | 200                       | 16                        | 12,50                     | 50,00                     | 64                        |
| 2                         | Jean Paul de Bruijn       | 2:2                       | 126                       | 11                        | 11,45                     | 11,11                     | 39                        |
| 3                         | Thomas Nockemann          | 0:4                       | 154                       | 23                        | 6,69                      | –                         | 32                        |

| Abschlusstabelle Gruppe G | Abschlusstabelle Gruppe G | Abschlusstabelle Gruppe G | Abschlusstabelle Gruppe G | Abschlusstabelle Gruppe G | Abschlusstabelle Gruppe G | Abschlusstabelle Gruppe G | Abschlusstabelle Gruppe G |
| Platz                     | Name                      | MP                        | Pkte                      | Aufn.                     | GD                        | BED                       | HS                        |
| ------------------------- | ------------------------- | ------------------------- | ------------------------- | ------------------------- | ------------------------- | ------------------------- | ------------------------- |
| 1                         | Gerrit van Beek           | 4:0                       | 200                       | 20                        | 10,00                     | 14,28                     | 51                        |
| 2                         | René Tull                 | 2:2                       | 147                       | 16                        | 9,18                      | 11,11                     | 39                        |
| 3                         | Frédéric Roelants         | 0:4                       | 101                       | 22                        | 4,59                      | –                         | 24                        |

### Haupt-Qualifikation
| Abschlusstabelle Gruppe A | Abschlusstabelle Gruppe A | Abschlusstabelle Gruppe A | Abschlusstabelle Gruppe A | Abschlusstabelle Gruppe A | Abschlusstabelle Gruppe A | Abschlusstabelle Gruppe A | Abschlusstabelle Gruppe A |
| Platz                     | Name                      | MP                        | Pkte                      | Aufn.                     | GD                        | BED                       | HS                        |
| ------------------------- | ------------------------- | ------------------------- | ------------------------- | ------------------------- | ------------------------- | ------------------------- | ------------------------- |
| 1                         | Fabian Blondeel           | 4:0                       | 250                       | 11                        | 22,72                     | 25,00                     | 86                        |
| 2                         | Peter de Backer           | 2:2                       | 194                       | 16                        | 12,12                     | 11,36                     | 38                        |
| 3                         | Vladislav Tauterman       | 0:4                       | 76                        | 17                        | 4,47                      | –                         | 13                        |

| Abschlusstabelle Gruppe B | Abschlusstabelle Gruppe B | Abschlusstabelle Gruppe B | Abschlusstabelle Gruppe B | Abschlusstabelle Gruppe B | Abschlusstabelle Gruppe B | Abschlusstabelle Gruppe B | Abschlusstabelle Gruppe B |
| Platz                     | Name                      | MP                        | Pkte                      | Aufn.                     | GD                        | BED                       | HS                        |
| ------------------------- | ------------------------- | ------------------------- | ------------------------- | ------------------------- | ------------------------- | ------------------------- | ------------------------- |
| 1                         | Martin Horn               | 4:0                       | 250                       | 26                        | 9,61                      | 17,85                     | 42                        |
| 2                         | Patrick Niessen           | 2:2                       | 185                       | 18                        | 10,27                     | 11,36                     | 43                        |
| 3                         | Dave Christiani           | 0:4                       | 172                       | 30                        | 5,73                      | –                         | 37                        |

| Abschlusstabelle Gruppe C | Abschlusstabelle Gruppe C | Abschlusstabelle Gruppe C | Abschlusstabelle Gruppe C | Abschlusstabelle Gruppe C | Abschlusstabelle Gruppe C | Abschlusstabelle Gruppe C | Abschlusstabelle Gruppe C |
| Platz                     | Name                      | MP                        | Pkte                      | Aufn.                     | GD                        | BED                       | HS                        |
| ------------------------- | ------------------------- | ------------------------- | ------------------------- | ------------------------- | ------------------------- | ------------------------- | ------------------------- |
| 1                         | Francisco Fortiana        | 4:0                       | 250                       | 27                        | 9,25                      | 12,50                     | 66                        |
| 2                         | Gerrit van Beek           | 2:2                       | 196                       | 39                        | 5,02                      | 5,68                      | 30                        |
| 3                         | Bernard Baudoin           | 0:4                       | 149                       | 32                        | 4,65                      | –                         | 40                        |

| Abschlusstabelle Gruppe D | Abschlusstabelle Gruppe D | Abschlusstabelle Gruppe D | Abschlusstabelle Gruppe D | Abschlusstabelle Gruppe D | Abschlusstabelle Gruppe D | Abschlusstabelle Gruppe D | Abschlusstabelle Gruppe D |
| Platz                     | Name                      | MP                        | Pkte                      | Aufn.                     | GD                        | BED                       | HS                        |
| ------------------------- | ------------------------- | ------------------------- | ------------------------- | ------------------------- | ------------------------- | ------------------------- | ------------------------- |
| 1                         | Jordi Amell               | 4:0                       | 250                       | 28                        | 8,92                      | 15,62                     | 64                        |
| 2                         | Michel van Silfhout       | 2:2                       | 196                       | 20                        | 9,80                      | 10,41                     | 26                        |
| 3                         | Fabrice Puigvert          | 0:4                       | 201                       | 32                        | 6,28                      | –                         | 38                        |

| Abschlusstabelle Gruppe E | Abschlusstabelle Gruppe E | Abschlusstabelle Gruppe E | Abschlusstabelle Gruppe E | Abschlusstabelle Gruppe E | Abschlusstabelle Gruppe E | Abschlusstabelle Gruppe E | Abschlusstabelle Gruppe E |
| Platz                     | Name                      | MP                        | Pkte                      | Aufn.                     | GD                        | BED                       | HS                        |
| ------------------------- | ------------------------- | ------------------------- | ------------------------- | ------------------------- | ------------------------- | ------------------------- | ------------------------- |
| 1                         | Alain Rémond              | 3:1                       | 250                       | 29                        | 8,62                      | 11,36                     | 38                        |
| 2                         | Axel Büscher              | 2:2                       | 179                       | 25                        | 7,16                      | 8,92                      | 30                        |
| 3                         | Davy van Geel             | 1:3                       | 228                       | 32                        | 7,12                      | 6,94                      | 45                        |

| Abschlusstabelle Gruppe F | Abschlusstabelle Gruppe F | Abschlusstabelle Gruppe F | Abschlusstabelle Gruppe F | Abschlusstabelle Gruppe F | Abschlusstabelle Gruppe F | Abschlusstabelle Gruppe F | Abschlusstabelle Gruppe F |
| Platz                     | Name                      | MP                        | Pkte                      | Aufn.                     | GD                        | BED                       | HS                        |
| ------------------------- | ------------------------- | ------------------------- | ------------------------- | ------------------------- | ------------------------- | ------------------------- | ------------------------- |
| 1                         | Louis Edelin              | 4:0                       | 250                       | 21                        | 11,90                     | 13,88                     | 46                        |
| 2                         | Rafael Garcia             | 2:2                       | 226                       | 19                        | 11,89                     | 12,50                     | 56                        |
| 3                         | John van der Stappen      | 0:4                       | 160                       | 22                        | 7,27                      | –                         | 25                        |

| Abschlusstabelle Gruppe G | Abschlusstabelle Gruppe G | Abschlusstabelle Gruppe G | Abschlusstabelle Gruppe G | Abschlusstabelle Gruppe G | Abschlusstabelle Gruppe G | Abschlusstabelle Gruppe G | Abschlusstabelle Gruppe G |
| Platz                     | Name                      | MP                        | Pkte                      | Aufn.                     | GD                        | BED                       | HS                        |
| ------------------------- | ------------------------- | ------------------------- | ------------------------- | ------------------------- | ------------------------- | ------------------------- | ------------------------- |
| 1                         | Ferdinand Polman          | 4:0                       | 250                       | 25                        | 10,00                     | 15,62                     | 71                        |
| 2                         | Xavier Gretillat          | 1:3                       | 195                       | 18                        | 10,83                     | 12,50                     | 68                        |
| 3                         | Arnim Kahofer             | 1:3                       | 235                       | 27                        | 8,70                      | 12,50                     | 40                        |

## Hauptturnier

### Gruppenphase
| Abschlusstabelle Gruppe A | Abschlusstabelle Gruppe A | Abschlusstabelle Gruppe A | Abschlusstabelle Gruppe A | Abschlusstabelle Gruppe A | Abschlusstabelle Gruppe A | Abschlusstabelle Gruppe A | Abschlusstabelle Gruppe A |
| Platz                     | Name                      | MP                        | Pkte                      | Aufn.                     | GD                        | BED                       | HS                        |
| ------------------------- | ------------------------- | ------------------------- | ------------------------- | ------------------------- | ------------------------- | ------------------------- | ------------------------- |
| 1                         | Martin Horn               | 6:0                       | 450                       | 29                        | 15,51                     | 18,75                     | 64                        |
| 2                         | Ferdinand Polman          | 3:3                       | 366                       | 45                        | 8,13                      | 10,00                     | 84                        |
| 3                         | Alain Rémond              | 2:4                       | 419                       | 46                        | 9,10                      | 12,50                     | 47                        |
| 4                         | Fonsy Grethen             | 1:5                       | 320                       | 36                        | 8,88                      | 12,50                     | 36                        |

| Abschlusstabelle Gruppe B | Abschlusstabelle Gruppe B | Abschlusstabelle Gruppe B | Abschlusstabelle Gruppe B | Abschlusstabelle Gruppe B | Abschlusstabelle Gruppe B | Abschlusstabelle Gruppe B | Abschlusstabelle Gruppe B |
| Platz                     | Name                      | MP                        | Pkte                      | Aufn.                     | GD                        | BED                       | HS                        |
| ------------------------- | ------------------------- | ------------------------- | ------------------------- | ------------------------- | ------------------------- | ------------------------- | ------------------------- |
| 1                         | Fabian Blondeel           | 6:0                       | 450                       | 36                        | 12,50                     | 25,00                     | 79                        |
| 2                         | Jordi Amell               | 4:2                       | 351                       | 39                        | 9,00                      | 10,00                     | 39                        |
| 3                         | Francisco Fortiana        | 2:4                       | 368                       | 49                        | 7,51                      | 8,33                      | 26                        |
| 4                         | Louis Edelin              | 0:6                       | 424                       | 50                        | 8,48                      | –                         | 51                        |

### KO-Phase
|  | Halbfinale       | Halbfinale | Halbfinale | Halbfinale | Halbfinale | Halbfinale |             |                 | Finale | Finale | Finale | Finale | Finale | Finale |
|  |                  |            |            |            |            |            |             |                 |        |        |        |        |        |        |
|  |                  | MP         | Pkt.       | Aufn.      | GD         | HS         |             |                 |        |        |        |        |        |        |
|  |                  | MP         | Pkt.       | Aufn.      | GD         | HS         |             |                 |        |        |        |        |        |        |
|  | Martin Horn      | 0          | 130        | 11         | 11,81      | 65         |             |                 |        |        |        |        |        |        |
|  | Martin Horn      | 0          | 130        | 11         | 11,81      | 65         |             | MP              | Pkt.   | Aufn.  | GD     | HS     |        |        |
|  | Jordi Amell      | 2          | 150        | 11         | 13,63      | 56         |             | MP              | Pkt.   | Aufn.  | GD     | HS     |        |        |
|  | Jordi Amell      | 2          | 150        | 11         | 13,63      | 56         | Jordi Amell | 0               | 149    | 12     | 12,41  | 83     |        |        |
|  |                  | MP         | Pkt.       | Aufn.      | GD         | HS         | Jordi Amell | 0               | 149    | 12     | 12,41  | 83     |        |        |
|  |                  | MP         | Pkt.       | Aufn.      | GD         | HS         |             | Fabian Blondeel | 2      | 150    | 12     | 12,50  | 47     |        |
|  | Fabian Blondeel  | 2          | 150        | 12         | 12,50      | 61         |             | Fabian Blondeel | 2      | 150    | 12     | 12,50  | 47     |        |
|  | Fabian Blondeel  | 2          | 150        | 12         | 12,50      | 61         |             |                 |        |        |        |        |        |        |
|  | Ferdinand Polman | 0          | 80         | 12         | 6,66       | 21         |             |                 |        |        |        |        |        |        |
|  | Ferdinand Polman | 0          | 80         | 12         | 6,66       | 21         |             |                 |        |        |        |        |        |        |

## Abschlusstabelle
| MP    | Match Points (Sieger = 2; Unentschieden = 1; Verlierer = 0) |
| Pkte. | Erzielte Karambolagen                                       |
| Aufn. | Benötigte Versuche                                          |
| GD    | Generaldurchschnitt                                         |
| BED   | Bester Einzeldurchschnitt eines Spielers                    |
| HS    | Höchstserie                                                 |
|       | Bester GD des Turniers                                      |
|       | Bester ED des Turniers                                      |
|       | Beste HS des Turniers                                       |
|       | 1. Platz (Gold)                                             |
|       | 2. Platz (Silber)                                           |
|       | 3. Platz (Bronze)                                           |

| Phase                               | Platz | Name               | MP   | Pkt. | Aufn. | GD    | BED   | HS |
| ----------------------------------- | ----- | ------------------ | ---- | ---- | ----- | ----- | ----- | -- |
| Finale                              | 1     | Fabian Blondeel    | 10:0 | 750  | 60    | 12,50 | 25,00 | 86 |
| Finale                              | 2     | Jordi Amell        | 6:4  | 650  | 62    | 10,48 | 13,63 | 83 |
| Halb- finale                        | 3     | Martin Horn        | 6:2  | 580  | 40    | 14,50 | 18,75 | 65 |
| Halb- finale                        | 3     | Ferdinand Polman   | 3:5  | 446  | 57    | 7,82  | 10,00 | 84 |
| Gruppen- phase                      | 5     | Alain Rémond       | 2:4  | 419  | 46    | 9,10  | 12,50 | 47 |
| Gruppen- phase                      | 6     | Francisco Fortiana | 2:4  | 368  | 49    | 7,51  | 8,33  | 26 |
| Gruppen- phase                      | 7     | Fonsy Grethen      | 1:5  | 320  | 36    | 8,88  | 12,50 | 36 |
| Gruppen- phase                      | 8     | Louis Edelin       | 0:6  | 424  | 50    | 8,48  | –     | 51 |
| Turnierdurchschnitt: Endrunde: 9,89 |       |                    |      |      |       |       |       |    |